# Thomas Piketty
Pour les articles homonymes, voir Piketty.
Thomas Piketty, né le 7 mai 1971 à Clichy (Hauts-de-Seine), est un économiste, écrivain et enseignant-chercheur français.
Directeur d'études à l'École des hautes études en sciences sociales et professeur à l’École d'économie de Paris qu'il a co-fondée, il est spécialiste des inégalités économiques dans une perspective historique et comparative.
Il est l'auteur de dix-huit ouvrages dont les plus notables sont Le Capital au XXIe siècle (2013), vendu à plus de 2,5 millions d’exemplaires dans le monde et adapté en documentaire, ainsi que sa suite Capital et Idéologie (2019).

## Biographie

### Famille
Thomas Piketty naît à Clichy, en banlieue parisienne. Son père descend d'une famille francilienne de la bourgeoisie industrielle, et travaille comme technicien, tandis que sa mère est issue d'un milieu bien plus modeste, employée de banque (ou institutrice, selon les sources). Ils militent au parti trotskyste Lutte ouvrière et s'installent, peu de temps après sa naissance, dans l'Aude où ils deviennent éleveurs,. À la fin des années 1970, les Piketty abandonnent leur activité agricole et retournent en Île-de-France, où ils font l'expérience du chômage.
La famille paternelle de Thomas Piketty est originaire d'Italie (de Veglio en Piémont) et s'appelait Pichetto. Un de ses ancêtres, venu s'installer en France vers 1815, s'établit entrepreneur de bâtiments à Marcigny (Saône-et-Loire). Ses descendants, ingénieurs et vivant en région parisienne, créent sous le Second Empire une société de dragage et de matériaux appelée « Piketty Frères », au capital de plus d'un million de francs. L'un des actionnaires est l'homme d'affaires Georges Chodron de Courcel, arrière-grand-père de Bernadette Chirac. Exploitant les sablières des plateaux de l'Essonne,, ils connaissent une grande réussite financière grâce aux travaux de dragage nécessaires à la construction du métropolitain de Paris qui leur sont confiés. Sa famille maternelle, les Mausoleo, est également d'origine italienne (de Sicile) et s'installe en Alsace vers 1850.

### Formation
Après un baccalauréat C obtenu au lycée Descartes de Tours, Thomas Piketty entre en classes préparatoires scientifiques au lycée Louis-le-Grand, puis est admis à l'École normale supérieure (ENS) en 1989 (il se classe 71e au concours d'entrée, Section sciences). Il obtient en 1991 un DEA en analyse et politiques économiques co-habilité par l'ENS, l'École des hautes études en sciences sociales (EHESS) et l'École nationale de la statistique et de l'administration économique (ENSAE). Il prépare notamment son doctorat à la London School of Economics, où il rencontre pour la première fois Daron Acemoğlu, également doctorant.
En juin 1993, il obtient un doctorat en sciences économiques à l'EHESS avec une thèse intitulée Essais sur la théorie de la redistribution des richesses, rédigée sous la direction de Roger Guesnerie. Il reçoit le prix de la meilleure thèse de l'année 1993 décerné par l’Association française de science économique.

### Carrière universitaire
Sa thèse achevée, il part enseigner de 1993 à 1995 au MIT, puis revient en France pour devenir chargé de recherche au CNRS, puis directeur d'études à l'EHESS à partir de 2000. Il publie l'année suivante une étude historique détaillée, Les hauts revenus en France au XXe siècle : inégalités et redistributions, 1901-1998.
En 2005, Dominique de Villepin lui confie la création d'une nouvelle institution universitaire française « capable de rivaliser avec la London School of Economics », projet sur lequel Piketty travaillait depuis 2004. L'École d'économie de Paris, dont il devient le premier directeur à partir de la fin 2006, regroupe le Centre d'économie de la Sorbonne (université Paris 1), l'ex-DELTA, le CERAS et le Centre pour la recherche économique et ses applications (CEPREMAP). Comme il en avait pris la décision « de longue date », il quitte ses fonctions au début de 2007. Il devient conseiller de Ségolène Royal lors de la campagne électorale présidentielle de 2007, rôle qu'il ne pouvait accepter auparavant, car incompatible avec le devoir de réserve traditionnellement associé au statut de haut fonctionnaire.
En 2012, le magazine anglo-saxon Foreign Policy le sélectionne parmi les cent intellectuels les plus influents.
En 2013, son ouvrage Le Capital au XXIe siècle est publié en France aux éditions du Seuil. En 2014, la parution de sa traduction anglaise aux Presses universitaires de Harvard est rapidement remarquée. Ainsi, l'économiste Paul Krugman, dans son éditorial du 23 mars 2014 dans le New York Times, écrit que l'ouvrage est « le plus important de l'année — et peut-être de la décennie […]. Piketty a transformé notre discours économique. Nous ne parlerons plus jamais de richesse et d'inégalité de la même manière ». Lors d'une tournée aux États-Unis pour présenter son livre, Piketty sera reçu à la Maison Blanche par le conseiller économique du président américain Barack Obama. L'ouvrage rencontre un succès médiatisé aux États-Unis, avec plus de 450 000 ventes en août 2014 et plus de 150 000 en France.
Il est éditorialiste pour le journal Libération et a publié occasionnellement des tribunes dans Le Monde.
En 2015, il accepte – sans quitter ses fonctions à l'EHESS / École d'économie de Paris – de participer à un programme sur les inégalités lancé par la London School of Economics.
Thomas Piketty a supervisé la direction de 17 thèses de doctorat à l'EHESS entre 2005 et 2016 et la supervision de 64 mémoires de master à l’École d'économie de Paris entre 2002 et 2017.

### Vie privée
Thomas Piketty est marié depuis 2014 à l'économiste Julia Cagé. Il a été auparavant le compagnon de la romancière et femme politique Aurélie Filippetti, et l'ex-époux de Nathalie Moine, chargée de recherche au CNRS, avec qui il a eu trois filles,.

#### Accusation de violences conjugales et condamnation pour diffamation
Le 6 février 2009, Aurélie Filippetti porte plainte contre lui pour violences conjugales récurrentes. Le 17 mars suivant, Thomas Piketty est placé en garde à vue dans les locaux de la Brigade de répression de la délinquance contre la personne (BRDP) chargée de l’enquête, où il avait été convoqué. L'enquête préliminaire a débouché, mercredi 23 septembre 2009, sur « un avis de classement, avertissement et rappel à la loi ». Cela est dû au fait qu'Aurélie Filippetti a retiré sa plainte « dans l'intérêt des familles et des enfants » afin d'éviter une nouvelle médiatisation et après que Thomas Piketty a reconnu par écrit les faits de violence et lui a présenté des excuses.
Le 28 novembre 2019, l'ancienne ministre annonce avoir déposé à nouveau plainte contre lui pour diffamation. En effet, le 21 novembre, lors d'une conférence à Sciences Po Toulouse, en réponse à une question du public en lien avec la semaine organisée par l'IEP sur les violences sexistes et sexuelles contre les femmes, Thomas Piketty a expliqué certaines de ses propres violences en accusant Aurélie Filippetti d'avoir été « extrêmement violente vis-à-vis de [ses] filles », ce qu'elle nie. Après avoir été relaxé en première instance le 13 janvier 2021, Thomas Piketty est condamné en appel le 25 mai 2022. Sa condamnation devient définitive après le rejet de son pourvoi en cassation le 13 septembre 2023 et il est condamné à verser 3 000 euros à Aurélie Filippetti.

## Travaux scientifiques et ouvrages
Économiste reconnu, il est un spécialiste des inégalités économiques. Ses travaux dans ce domaine sont multiples : d’abord théoriques et normatifs, ils ont pris, à partir de la fin des années 1990, une perspective historique et statistique.
En décalage par rapport aux paradigmes dominants dans les sciences économiques, il en vient à revendiquer le statut de chercheur en sciences sociales plutôt qu’en économie.

### Étude des inégalités économiques

Part du revenu des 10 % des Français les plus riches dans le revenu total (1919-2005) (données de Thomas Piketty jusqu'en 1998 puis de Camille Landais).

Thomas Piketty engage, en effet, une recherche sur les hauts revenus en France, qui va notamment conduire à la publication de l’ouvrage Les Hauts Revenus en France au XXe siècle (Grasset, 2001). Cette étude est fondée sur la création de séries statistiques couvrant la totalité du XXe siècle, constituées à partir des données de l’administration fiscale, en particulier des déclarations de revenus.
Les travaux sur les inégalités de Thomas Piketty ont été critiqués et contredits par d'autres économistes,,,. Par exemple, Auten et Splinter montrent qu'après impôts et transferts, les inégalités de revenus aux Etats-Unis sont restés stables depuis 1960,,,,,. En réaction aux travaux d'Auten et de Splinter, Thomas Piketty, Gabriel Zucman et Emmanuel Saez affirment que leurs travaux présentent des erreurs importantes, et que sans ces erreurs la méthodologie d'Auten et de Splinter donnent des résultats similaires à ceux des trois économistes français,. Le prix Nobel d'économie James Heckman qualifie les travaux de Piketty d'être « politiquement orientés » et « intellectuellement malhonnêtes ».

#### Évolution des inégalités en France
Ces travaux ont permis de faire ressortir un ensemble de faits importants. En particulier, Thomas Piketty montre que les inégalités de revenus ont fortement baissé au XXe siècle en France, essentiellement au cours des périodes de combinaison de hausse de l'impôt sur le revenu et de forte croissance, comme dans les années 1920 et après la Seconde Guerre mondiale. Cette baisse des inégalités est, pour une large part, due à la diminution des inégalités de patrimoine, tandis que les inégalités salariales restaient stables. Pour Thomas Piketty, cette baisse résulte de l'effet de la création de l'impôt sur le revenu et du fort accroissement de la progressivité de celui-ci après chacune des deux guerres mondiales, lesquelles ont entravé la dynamique de l'accumulation patrimoniale en diminuant l'épargne disponible pour les plus grandes fortunes. Ainsi, l'impôt sur le revenu dépasse 70 % dans les années 1920 en France et 90 % au Royaume-Uni de 1940 à 1980. Thomas Piketty est, pour cette raison, très défavorable aux baisses de la fiscalité intervenues depuis les années 1990[réf. nécessaire] car celles-ci auront selon lui comme conséquence probable la reconstitution de ces grandes fortunes, souvent rentières. Or, en supprimant la catégorie des rentiers, peu active économiquement, qui dominait la hiérarchie des revenus, et en la remplaçant par des actifs obtenant leurs revenus de leur travail, cette diminution des inégalités a, selon Thomas Piketty, permis de dynamiser la croissance économique. Dans une étude statistique, il s'est par ailleurs efforcé de montrer que l'« effet Laffer », voulant que des taux marginaux d'imposition élevés sur les hauts revenus poussent ceux qui en bénéficient à moins travailler, était probablement nul ou faible dans le cas de la France.

#### Travail comparatiste

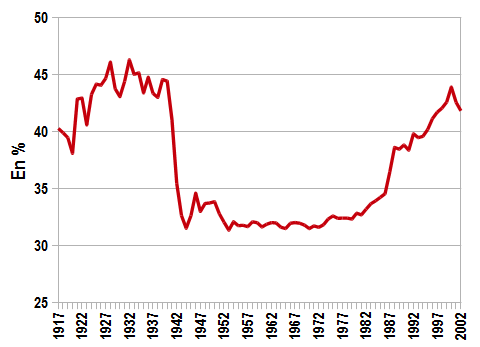
Évolution de la part du revenu des 10 % les plus riches dans le revenu total aux États-Unis. Données de Emmanuel Saez et Thomas Piketty.

Thomas Piketty s’est, par la suite, engagé dans un travail comparatif sur la dynamique des inégalités dans les pays développés. Il a, à cette fin, constitué des séries statistiques construites sur une méthodologie semblable à celle de ses travaux portant sur la France, en travaillant en collaboration avec d'autres économistes, en particulier Emmanuel Saez. Ces travaux ont notamment débouché sur la publication d'articles sur l'évolution des inégalités aux États-Unis et sur la comparaison des dynamiques des pays anglo-saxons et des pays d'Europe continentale. Ces études ont permis de faire ressortir que les pays anglo-saxons, après avoir connu la même baisse des inégalités économiques que les pays d'Europe continentale, se sont engagés dans une dynamique de reconstitution de très fortes inégalités depuis 30 ans.

### Débat français sur les retraites et la réforme fiscale
Parallèlement à ces études, qui forment le cœur de son travail, Thomas Piketty a publié dans d'autres domaines, souvent en lien avec la question des inégalités économiques. Il fait partie des économistes qui ont analysé les conséquences macro-économiques des nouvelles tendances boursières pouvant sacrifier l’emploi à la rentabilité et montré comment le théorème de Schmidt n'était pas une référence absolue.
Il s’intéresse également aux inégalités scolaires, dans lesquelles il voit une cause importante de la persistance des inégalités salariales et donc économiques. Il mène, en particulier, une étude statistique faisant ressortir l'impact important du nombre d'élèves par classe sur la réussite scolaire. Face à ce qu'il présente comme une situation de ségrégation scolaire, prenant en particulier pour exemple Paris, où la quasi-totalité des élèves défavorisés sont inscrits dans le secteur public, tandis que le secteur privé accueille 30 % des élèves, il propose d’imposer au privé, une procédure commune d’affectation des élèves, avec un système qui fasse en sorte que tous les collèges, publics ou privés, comptent entre 5 et 25 % d’élèves défavorisés.
En 2008, il publie un court ouvrage sur l’avenir du système de retraite par répartition, où il prône la généralisation du système de retraite en Suède.
En janvier 2011, dans la perspective de l’élection présidentielle française de 2012, il publie avec Camille Landais et Emmanuel Saez Pour une révolution fiscale dans laquelle il préconise la fusion de l'impôt sur le revenu et de la CSG en un nouvel impôt sur le revenu, qui serait selon lui plus compréhensible par le citoyen et qui permettrait de taxer davantage les revenus du capital sans pour autant augmenter l'ensemble des impôts et des prélèvements sociaux évalués à 49 % du revenu national fin 2010. Cette « CSG élargie », prélevée à la source, atteindrait ainsi 10 % pour un revenu mensuel de 2 200 euros et 60 % pour un revenu mensuel supérieur à 100 000 euros. Un aspect original du livre est de prendre en compte dans les revenus, comme au début du XXe siècle, le loyer fictif des propriétaires de leur résidence principale  à l'instar d'un avantage en nature.

### Pour une Révolution Fiscale
En 2011, il publie avec Camille Landais et Emmanuel Saez l'ouvrage Pour une révolution fiscale : un impôt sur le revenu pour le XXIe siècle.
Dans ce livre, il constate que la complexité de la fiscalité française, incarnée notamment par les niches fiscales, aboutit à l'accumulation de privilèges par des ultra-riches. Il soutient que, tous prélèvements confondus, les contribuables les plus riches ont un taux d'imposition inférieur à celui des plus pauvres. Plus précisément, le taux d'imposition devient régressif (et non plus progressif) pour les 5 % les plus riches,[source insuffisante] : ceux-ci sont soumis à des taux de prélèvements obligatoires inférieurs à ceux des 50 % les plus modestes. Partant de cette observation, il propose une modification de l'ensemble du système fiscal français, applicable et chiffrée, en tenant compte de trois principes : équité, progressivité réelle et démocratie. Cela se traduit notamment par un nouvel impôt sur le revenu, appliqué à un assiette plus large, avec des paliers de 2 % à 60 % au-delà de 100 000 € de revenus bruts mensuels. Ainsi, seuls les 3 % les plus aisés verraient leurs prélèvements augmenter, quand ceux des autres baisseraient[source insuffisante].
Pour faciliter la prise en main de cet enjeu dans la société, les auteurs mettent à disposition un simulateur de réforme fiscale en ligne, qui fait l'objet de « 120 000 demandes » à sa sortie.
Le Figaro fait d'abord un accueil méfiant à ce « petit livre rouge » en raison du « penchant à gauche de ses trois coauteurs » mais considère que « ce serait une erreur de refermer l’ouvrage avant de l’avoir lu » et que « ce livre a le mérite de nourrir le débat d’idées ».
L'iFrap, un think tank libéral, conteste l'analyse de Landais, Piketty et Saez suivant laquelle le système fiscal français ne serait plus assez progressif. Par la voix de son directeur Bernard Zimmern et de son président François Saint-Cast, il affirme que, en intégrant chômeurs et très riches, ainsi que les revenus liés à la redistribution, le système fiscal est clairement progressif,.

### Le Capital auXXIesiècle
Il publie en 2013 Le Capital au XXIe siècle, un ouvrage de près de 1 000 pages sur le retour en force des inégalités, avec en particulier une étude de répartition des richesses à travers différentes époques, qui fait apparaître des inégalités de patrimoine presque aussi fortes que durant les années 1900, quand Paris assurait un vaste financement boursier pour les sociétés étrangères. L'histoire au point de vue économique est analysée à travers de nombreux indices : la part du revenu des 10 % les plus riches mais aussi celle des 1 %, 0,1 % et 0,01 % les plus riches, la composition du revenu national et même l'évolution du classement Forbes.
L'ouvrage est un succès mondial avec plus de 2,5 millions d’exemplaires vendus, fin 2017. Il a d'abord obtenu un grand succès public en France avant de devenir un succès d'édition aux États-Unis. Il reçoit un accueil critique favorable, notamment après sa traduction en anglais publiée en 2014. Une quarantaine de contrats de cessions ont été signés par l'éditeur dans le monde, « record quasi absolu » pour un essai volumineux de ce type.
L'ouvrage est analysé par The Economist qui, bien que le jugeant un guide pour l'action « profondément erroné », salue « certains travaux d'érudition merveilleux ». Le magazine estime en revanche que la thèse centrale de Piketty selon laquelle le système de libre-marché a une tendance naturelle à l'augmentation de la concentration de la richesse est, en fait, une prédiction sur la base d'une extrapolation à partir du passé et non pas un modèle inhérent au capitalisme[à vérifier][pertinence contestée]. Il estime également que Thomas Piketty « affirme plutôt qu'il n'explique », pourquoi la diminution de la concentration de la richesse devrait être la priorité (par rapport à d'autres politiques économiques). Il ne décrirait aucunement les coûts de son programme redistributif et rejetterait entièrement les conséquences que peuvent avoir, sur les entrepreneurs et la prise de risque, une augmentation des taxes sur le revenu et la richesse[à vérifier][pertinence contestée]. Pour l’économiste Daniel Stelter, Piketty, n’observant qu’un symptôme, n’a pas saisi la vraie cause des inégalités. Stelter avance que le facteur déterminant est la hausse des dettes depuis 30 ans[à vérifier][pertinence contestée].
Depuis la parution de l'ouvrage, les méthodes expérimentales de Thomas Piketty sont régulièrement contestées[réf. nécessaire], voire accusées de « manipulation de données » notamment par Richard Sutch, professeur d'économie à l'Université de Californie. Thomas Piketty est accusé par Richard Sutch d'avoir artificiellement modifié les données afin de « dramatiser » les résultats,. Richard Sutch justifie ses accusations dans un article scientifique paru le 13 octobre 2017 dans la revue Social Science History (Cambridge University Press), sans remettre en cause les conclusions théoriques.
En 2014, une enquête du Financial Times pointe des erreurs en indiquant que « certaines données sont sélectionnées ou construites sans source originale ». Par conséquent, les conclusions ne permettent guère de corroborer la thèse selon laquelle une part croissante de la richesse totale est détenue par les plus riches.
Thomas Piketty a répondu à ces critiques le jour même en soulignant que si les données existantes sur le patrimoine sont imparfaites, les données sur les déclarations de successions sont plus fiables et vont dans le même sens. Il souligne aussi que les remarques du Financial Times ne changent rien aux conclusions de l'ouvrage,. Il a ensuite publié une réponse plus détaillée le 28 mai 2014 sur son site internet en montrant que la plupart des points que Chris Giles considère comme des erreurs sont en fait justifiés et en soulignant que la plupart de ces points n'apportent que des modifications mineures. Quant à la proposition de Chris Giles sur l'évolution des inégalités de patrimoine au Royaume-Uni, il considère les choix méthodologiques du journaliste du Financial Times comme très discutables. En effet, celui-ci s'est appuyé sur des données d'enquête plutôt que sur des données fiscales. Or les données d'enquête sous-estiment les patrimoines élevés,. Sur son blog, Paul Krugman défend Piketty et considère que le débat est clos. Dans le Washington Post, Matt O'Brien juge lui aussi que Chris Giles, s'il a eu le mérite d'aller regarder de près les données mises en ligne par Thomas Piketty, a interprété trop vite les ajustements qu'il ne comprenait pas comme des erreurs de l'auteur. Dans le Guardian, l'économiste Howard Reed a montré que le journaliste du Financial Times avait fait des erreurs importantes et défend les données présentées par Thomas Piketty,.
Certains économistes ont utilisé les données de Piketty pour approfondir l’analyse de la relation entre rentabilité du capital et croissance économique et suggérer une approche très différenciée selon les secteurs économiques et leur ouverture plus ou moins grande à la concurrence. Dans une étude parue en juin 2014, Xavier Timbeau et Guillaume Allègre, économistes à l’OFCE, expliquent le même phénomène mais avec une causalité inverse :

« Si pour Thomas Piketty, les rendements du capital augmentent plus vite que la croissance, alors les entrepreneurs se transforment en rentiers et le passé dévore l’avenir. Je pense que la causalité est inverse : c’est parce que les entrepreneurs arrivent à se transformer en rentiers qu’ils peuvent tirer un rendement excessif de leur capital. »

Au Canada, Yvan Allaire, président exécutif de l'Institut sur la gouvernance, a, lui aussi, émis de fortes réserves sur les propositions de Thomas Piketty. Il observe notamment que « son livre s’attarde […] sur la description et l’historique du phénomène des inégalités de richesse mais ne propose aucun énoncé de politiques vraiment réalisables ». Allaire a, par la suite, étoffé ses critiques dans un article co-écrit avec Mihaela Firsirotu et François Dauphin. Les trois auteurs proposent dix mesures concrètes susceptibles d'avoir un impact clair et significatif sur l'inégalité économique, en particulier un système d'éducation de qualité accessible à tous et la modification de certaines dispositions fiscales relatives à la rémunération des dirigeants.
En 2017, un article du journal en ligne d'inspiration libérale Contrepoints rapporte que des chercheurs affiliés à l'université Washington de Saint Louis et à l'université Cornell ont en 2015 publié une étude selon laquelle « la mobilité parmi les 10 % les plus riches est absolument impressionnante », ce qui contredirait les thèses de Piketty selon lesquelles les riches sont des héritiers qui ne cessent d’accumuler des richesses toute la vie. Ainsi selon eux « environ 50 % des Américains ont fait partie durant leur vie, pour au moins une année en moyenne, des 10 % les plus riches. Environ 11 % des Américains ont même fait partie pour au moins une année du 1 % des plus riches »,.
Frédéric Lordon reproche de ne pas aller suffisamment loin dans l'analyse et donc in fine de ne pas remettre en cause le capitalisme,,.
L’ouvrage collectif Anti-Piketty : vive le capital au XXIe siècle regroupe les critiques d’une vingtaine d’économistes, historiens et fiscalistes de plusieurs pays. S’il reconnaît la portée et l’intérêt du livre de Piketty (mettant en particulier l’accent sur les inégalités), il souligne un nombre significatif d’inexactitudes voire d’erreurs. Entre autres, il réfute la thèse de l’accroissement des inégalités et dénonce une confusion des chiffres dans l’évaluation du rendement du capital. Au niveau de la méthodologie, certains des auteurs affirment qu’il y a « des choix de données très discutables et des omissions regrettables ». Plus précisément, Martin Feldstein, professeur d'économie à l'Université Harvard souligne que pour « justifier d’une augmentation des inégalités aux États-Unis, Thomas Piketty utilise les déclarations fiscales de revenus sans prendre en compte les modifications significatives qui ont eu lieu dans les règles fiscales (…) qu’il ne prend pas en compte les transferts de redistribution » tandis que certains auteurs dont Robert P. Murphy vont jusqu'à parler « d'inventions de faits historiques afin de soutenir sa narration ».

### Capital et Idéologie
Capital et Idéologie, publié en 2019, étudie les idéologies justifiant les forts niveaux d'inégalités à travers le temps. Le livre est accueilli positivement par plusieurs journalistes et économistes,. D'autres contestent parfois la thèse principale de l'ouvrage et critiquent les mesures proposées par Piketty en fin d'ouvrage, qui portent selon eux la marque des convictions politiques de l'auteur,,,,,.
L'ouvrage a été adapté en bande dessinée par Claire Alet et Benjamin Adam, éditions du Seuil, en novembre 2022.

### Une Brève Histoire de l'Egalité
En 2022, il publie Une Brève Histoire de l'Egalité, un livre plus court à propos de la redistribution des richesses et destiné à une audience plus large, pas uniquement les économistes. Il trace l'histoire de l'égalité de 1780 à 2020,.
En 2022, Piketty est interviewé à propos du livre par le New Books Network.

### Une histoire du conflit politique
En 2023, il publie Une histoire du conflit politique, Élections et inégalités sociales en France, 1789-2022. Ce livre analyse le lien entre le vote et les différentes catégories socio-éco-géographiques de la population en essayant de répondre à la question "qui vote pour qui".

## Engagement politique
Proche du Parti socialiste, il participe à la commission économique du PS de 1995 à 1997. D'après la liste arrêtée au 11 novembre 2003, il est membre du comité d'orientation scientifique de l'association « À gauche en Europe », fondée par Michel Rocard et Dominique Strauss-Kahn. Lors de la campagne présidentielle 2007, il s'engage en faveur de Ségolène Royal, dont il est conseiller économique. Le Figaro le présente comme « le pape de la gauche radicale ».

### 2012
Lors de l'élection présidentielle de 2012, il publie, avec d'autres économistes, un texte de soutien à François Hollande dans Le Monde qui souligne « la pertinence des options [proposées par le candidat socialiste], en particulier pour ce qui concerne la reprise de la croissance et de l'emploi ». Il prend ensuite ses distances, affirmant notamment que « le gouvernement fait exactement le contraire de ce qu'il faudrait » et qu'« il y a un degré d'improvisation dans la politique fiscale et la politique économique de François Hollande qui est assez consternant »,. De son côté, Jean-Marc Sylvestre se pose la question : « Quel crédit accorder à des experts de la pensée économique qui s'engagent si fortement pour un candidat au poste le plus important de la République, et qui se trompent aussi lourdement ? ».

### 2015
En 2015, Thomas Piketty et Tim Jackson (Prospérité sans croissance) publient dans Le Monde un appel intitulé « Cessons d'investir dans les énergies fossiles ! » pour soutenir le désinvestissement des énergies fossiles.
Réagissant à la crise migratoire en 2015, Thomas Piketty applaudit à la politique d'accueil de l'Allemagne et dénonce les risques « d’une Europe moisie et vieillissante ».
À partir de septembre 2015, il fait partie du comité consultatif sur l'économie (notamment avec Joseph Stiglitz) qui conseille le nouveau leader du Labour britannique, Jeremy Corbyn.

### 2017
Après la victoire de Benoît Hamon à la primaire citoyenne de 2017, il entre dans son équipe de campagne. Il devient conseiller « traité budgétaire européen » pour sa campagne présidentielle. Il souhaite renégocier le traité pour instaurer une « assemblée de la zone euro » formée de membres des parlements Européens, afin de sortir d'un gouvernement « opaque », fonctionnant à « huis clos ». Cette mesure nécessiterait un accord unanime de tous les pays de l'UE.
Il est aussi favorable à un « revenu universel crédible et audacieux » pour lequel il lance un appel avec un collectif de chercheurs économiques, dont Julia Cagé (son épouse), l'économiste chargée du programme économique et fiscal de Benoît Hamon. Il avait pourtant dans un premier temps exprimé des doutes quant à l'idée de revenu universel initialement présentée par Hamon.
À la suite de la défaite de Benoît Hamon, il appelle à voter massivement pour Emmanuel Macron face à Marine Le Pen.

### 2022
Dans le cadre de l'élection présidentielle 2022, Thomas Piketty co-signe une tribune en faveur d'une union de la gauche et pour la présentation d'une candidature unique.
Dans le cadre des élections législatives de juin 2022, il co-signe une tribune soutenant le programme économique de la NUPES.

### 2024
Aux élections législatives de 2024, Thomas Piketty apporte son soutien au Nouveau Front populaire,.
En octobre 2024, pour réduire le déficit public de l'Etat français, Thomas Piketty propose une taxe exceptionnelle sur le patrimoine des 500 plus grandes fortunes françaises de 10 % ou 20 % afin de générer 100 ou 200 milliards d'euros de recettes fiscales.

## Distinctions
En 1993, il obtient le prix de thèse de l'Association française de science économique (AFSE).
En 2000, il reçoit la médaille de bronze du CNRS.
En 2002, il est récipiendaire du prix du meilleur jeune économiste décerné par Le Monde et Le Cercle des économistes.
En 2013, il est corécipiendaire du prix Yrjö Jahnsson avec Hélène Rey.
En 2014, il reçoit le prix Pétrarque de l'essai.
Le 31 décembre 2014, Thomas Piketty est nommé au grade de chevalier dans l'ordre national de la Légion d'honneur au titre de « économiste, directeur d'études à l'Ecole des hautes études en sciences sociales ; 22 ans de services ». Début 2015, il décide de ne pas être fait chevalier de l'ordre et donc de ne pas entrer dans l'ordre, déclarant : « Je refuse cette nomination car je ne pense pas que ce soit le rôle d'un gouvernement de décider qui est honorable. Ils feraient bien de se consacrer à la relance de la croissance en France et en Europe »,,,.

## Publications

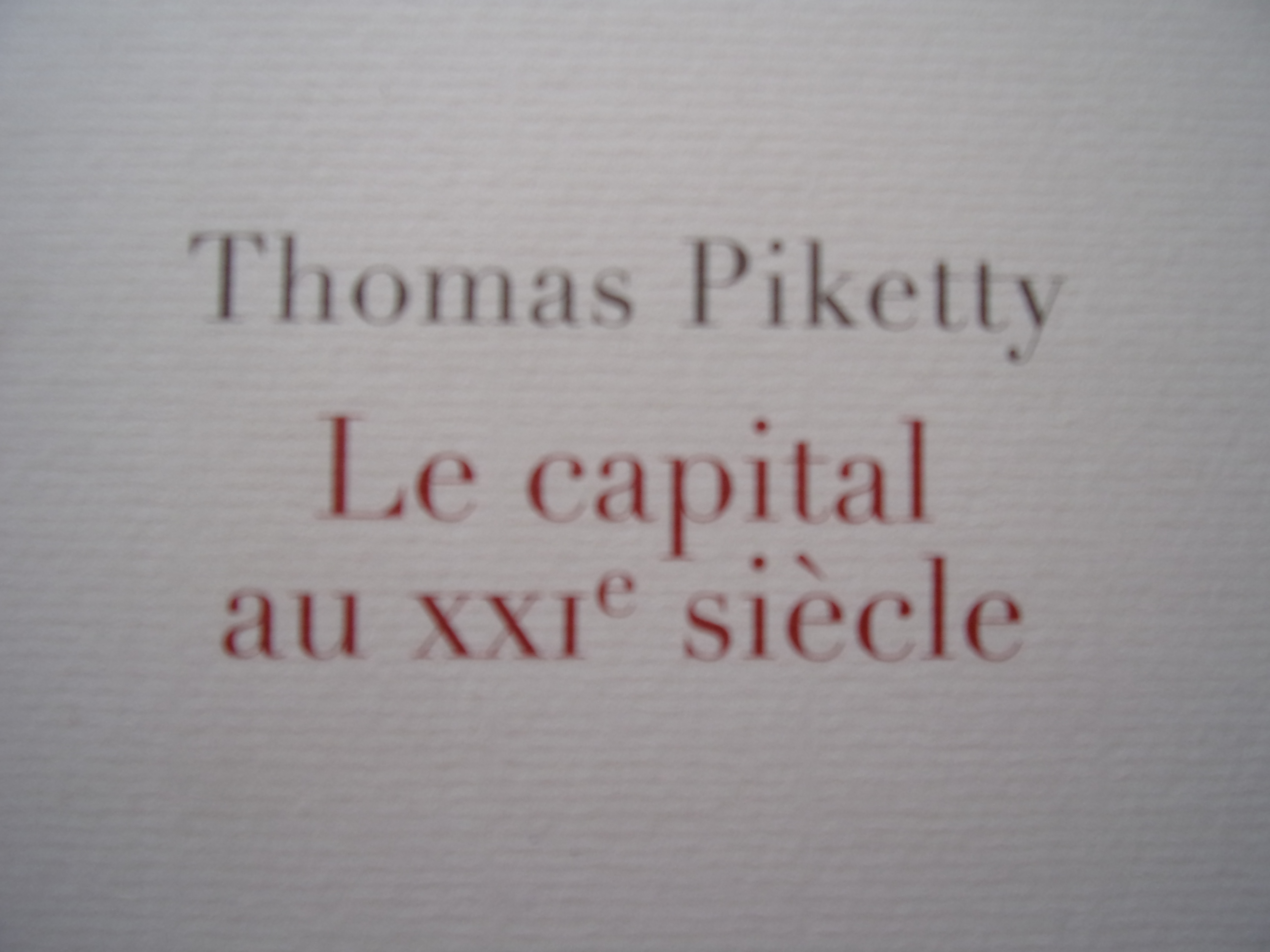

- « Les hauts revenus face aux modifications des taux marginaux supérieurs de l’impôt sur le revenu en France, 1970-1996 », document de travail du CEPREMAP, no 9812 et, sous une forme révisée, Économie et prévision, 1999 [lire en ligne].
- Les hauts revenus en France au XXe siècle, 2001  (ISBN 2-246-61651-4).
- Fiscalité et redistribution sociale dans la France du XXe siècle, 2001 [lire en ligne].
- Inégalités économiques, avec Anthony B. Atkinson, Michel Godet et Lucile Olier, rapport du Conseil d'analyse économique, 2001.
- L'Économie des inégalités, collection « Repères », La Découverte, 2004  (ISBN 2-7071-4291-3).
- Pour un nouveau système de retraite : des comptes individuels de cotisations financés par répartition, avec Antoine Bozio, Paris, Éd. Rue d'Ulm/CEPREMAP, 2008[139].
- Pour une révolution fiscale, avec Camille Landais et Emmanuel Saez, Paris, La République des idées & Le Seuil, 2011  (ISBN 9782021039412) avec le site associé.
- Peut-on sauver l'Europe ? : chroniques 2004-2012, Les Liens qui libèrent, 2012 [lire en ligne].
- Le Capital au XXIe siècle, collection « Les Livres du nouveau monde », Paris, Le Seuil, 2013[140],[141].
- Rapport sur les inégalités mondiales 2018, avec Facundo Alvaredo, Lucas Chancel, Emmanuel Saez et Gabriel Zucman, Paris, Le Seuil, 2018.
- Changer l'Europe, c'est possible !, Manon Bouju, Lucas Chancel, Anne-Laure Delatte, Stéphanie Hennette, Thomas Piketty, Guillaume Sacriste, Antoine Vauchez, Paris, Le Seuil, 2019[142].
- Capital et Idéologie, Paris, Le Seuil, coll. : « Les Livres du nouveau monde », septembre 2019, 1 248 p., [(fr) présentation éditeur],  (ISBN 978-2-02-133804-1)
- Collectif, Résistons ensemble, pour que renaissent les jours heureux, Massot Éditions, 27 mai 2020, 223 p., PDF (ISBN 978-2-38035-272-6, lire en ligne), p. 211-214.
- Vivement le socialisme ! chroniques 2016-2020, Paris, Le Seuil, Octobre 2020, 321 pages,  (ISBN 978-2-02-133808-9)
- Amory Gethin (dir.), Clara Martinez-Toledano (dir.) et Thomas Piketty (dir.), Clivages politiques et inégalités sociales : Une étude de 50 démocraties (1948-2020), EHESS Gallimard Seuil, 2021
- Une brève histoire de l'égalité, Paris, Le Seuil, septembre 2021, 368 pages  (ISBN 978-2-02-148597-4)
- Capital & Idéologie d'après le livre de Thomas Piketty, Bande dessinée, Seuil la revue dessinée, Claire Alet et Benjamin Adam, novembre 2022 , 172 pages  (ISBN 978-2-02-146957-8)
- Une histoire du conflit politique : Élections et inégalités sociales en France (1789-2022), Éditions du Seuil, écrit avec Julia Cagé, 2023

## Filmographie
- 2020 : Le Capital au XXIe siècle, documentaire coréalisé par Justin Pemberton (en) et Thomas Piketty